# Shirat e vjeshtës
Shirat e vjeshtës (en albanès Pluges de tardor) és una pel·lícula albanesa de 1984 dirigit per Spartak Pecani.

## Trama
Com a conseqüència de les fortes pluges de tardor, s'interrompen les obres de construcció d'una de les hidroelèctriques. La interrupció de l'obra posa en perill l'execució oportuna del projecte. L'enginyer Ilir i un grup de treballadors assumeixen el repte de continuar treballant en condicions extremadament difícils i perilloses.

## Repartiment
- Kastriot Çaushi com a enginyer Ilir
- Eva Alikaj com a Linda
- Vangjush Furxhi com a enginyer Astrit
- Robert Ndrenika com a prof. Sotir
- Ilia Shyti com el pare d'Ilir
- Reshat Arbana com a oficial
- Thimi Filipi com a treballador de central hidroelèctrica
- Agron Luzha com a enginyer en cap
- Mina Koxhaku com a Beni
- Sofika Bashari com a dissenyadora
- Besnik Bish